# Johann Nicolaus von Cronberg
Freiherr Johann Nicolaus von Cronberg (geboren am 1. September 1633 in Altenbamberg; gestorben am 17. Juli 1704 auf Burg Hohlenfels) war der letzte Stammhalter aus dem Hause Cronberg.

## Leben
Johann Nicolaus von Cronberg war das einzige Kind des evangelischen Freiherrn, Rats und Amtmanns Johann Schweikart II. von Cronberg (1609–1635) mit dessen Frau Agnes von Rodenstein. Er hatte zunächst Privatlehrer und studierte dann in Straßburg. Danach unternahm er eine ausgedehnte Grand Tour durch die Niederlande, England, Frankreich und Italien und zuletzt in Wien. Ab 1666 war er der Oberamtmann von Germersheim (welches aber 1674 vom Holländischen Krieg heimgesucht wurde); 1685 erbte er von Hartmut XVIII. von Cronberg die heruntergekommene Burg Hohlenfels, die er als seinen Wohnsitz wieder herrichten ließ, wo er fortan zurückgezogen lebte.
Der gebildete und fromme Johann Nicolaus, der auch viele Jahre eine offene Wunde am Schenkel hatte, blieb Junggeselle, und war an Kirchtagen ein freigiebiger Landesherr, der Geld verteilte.
Ab den 1690ern begann der deutsche Adel damit, Exspektanzen und Ansprüche auf das reiche Erbe des letzten Cronbergers anzumelden. 1694 kam es zum Versuch, doch noch eine Ehe für Johann Nicolaus zu arrangieren: Die Kronberger Bürger (die nicht an das katholische Kurmainz fallen wollten) wie auch verschiedene umliegende Adelsfamilien wünschten einen Fortbestand des Geschlechts. Diese Hoffnungen erfüllte Johann Nicolaus aber nicht.
Er starb im Juli 1704 und wurde am 28. August in Hahnstätten beigesetzt.

## Erbschaften und Erbe
Als letztem männlichen Erbe fielen Johann Nicolaus von verschiedenen Seiten Erbschaften zu, die er aber mit wenig Ehrgeiz verwaltete. Zunächst fiel ihm 1641 die Herrschaft Iben zu, 1667 erhielt er das Amt Rothenberg übertragen, Er erbte zuletzt 1692 das Mannlehen seines Cousins Kraft Adolf Otto von Cronberg, mit welchem seine eigene Linie sich jahrzehntelang gestritten hatte. Auf weite Erbteile verzichtete er dabei auch, da Kraft Adolf sich schwer verschuldet hatte. Im Stammort Kronberg selbst ließ Johann Nicolaus noch am 12. Mai 1692 die Burg räumen und setzte die Wächter sowie die Witwe Kraft Adolfs vor die Tür, wogegen sie erfolglos klagte. Das von ihrem Verwalter heimlich versetzte Cronbergische Tafelsilber ließ Johann Nicolaus gerichtlich wieder herbeischaffen.
Verschiedene andere Lehen und Herrschaften derer zu Cronberg erhielt Johann Nicolaus aber nicht, weil wie im Fall der Grafschaft Hohengeroldseck die Familienansprüche zweifelhaft waren; oder weil sie anderweitig verkauft oder als Mitgift vererbt worden waren. Die außerhessischen Besitzungen wie Kronporitschen in Böhmen sowie Flörchingen fielen an Kraft Adolfs Schwester.
Die gräfliche Herrschaft Rothenberg im Odenwald fiel nach Johann Nicolaus’ Tod an die von Degenfeld; Burg Hohlenfels ging an die Freiherren Waldecker von Kempt und verfiel nach dem Tod von deren letzten Erben; die freiherrliche Herrschaft Cronberg ging an Kurmainz, welches bald darauf wieder mit erneuten Versuchen der Gegenreformation im Ort begann. Weitere Güter fielen als Allodialgut an verschiedene Schwestern und Töchter der letzten Cronberger.